# Salve quien pueda, la vida
Salve quien pueda, la vida (en francés Sauve qui peut (la vie)) es una película dramática producida en Suiza y dirigida por el cineasta francés Jean-Luc Godard en 1980. La cinta participó en la selección oficial del Festival de Cannes de 1980.

## Trama
La película trata sobre las angustias y aspiraciones de hombres y mujeres de cara a una sociedad que los destruye. Se organiza como una partitura musical compuesta por cuatro movimientos:
- El imaginario: Después de una ruptura con Paul, Denise marcha en el campo.
- El miedo: Paul teme la soledad.
- El comercio: Isabelle enseña a su hermana el oficio de prostituta.
- La música: Tras un accidente, Paul muere y Denise no lo ve.

## Reparto
- Isabelle Huppert: Isabelle Rivière.
- Jacques Dutronc: Paul Godard.
- Nathalie Baye: Denise Rimbaud.
- Roland Amstutz: el segundo cliente.
- Cécile Tanner: Cécile.

## Premios y nominacions

### Premios
- Premio César a la mejor actriz secundaria en 1981 para Nathalie Baye.

### Nominaciones
- Palma de Oro a la mejor película en el Festival de Cannes de 1980.
- Premio César al mejor director para Jean-Luc Godard.
- Premio César a la mejor película.